# Canada East
Canada East  (o semplicemente East) è un club canadese di rugby XV fondato nel 2005 dal comitato NA4 e dalla Federazione canadese.
Milita, insieme a Canada West, USA Falcons e USA Hawks nella North America 4, il campionato che unisce le franchigie canadesi e statunitensi.

## Statistiche
- Record presenze

      Derek Daypuck (6) 
- Record punti

      Derek Daypuck (78)
- Partita d'esordio

     USA Falcons 29 - 14 East
   (20 maggio 2006) 
- Miglior vittoria

     USA Hawks 11 - 34 East
   (27 maggio 2006)
- Peggior Sconfitta

     USA Hawks 32 - 5 East
   (19 luglio 2008)